# Öxabäck
Öxabäck är en tätort i Marks kommun i Västra Götalands län och kyrkbyn i Öxabäcks socken. Samhället definierades som tätort 1970 efter att befolkningsantalet nått över 200 personer.

## Befolkningsutveckling
| Befolkningsutvecklingen i Öxabäck 1970–2020 | Befolkningsutvecklingen i Öxabäck 1970–2020 | Befolkningsutvecklingen i Öxabäck 1970–2020 | Befolkningsutvecklingen i Öxabäck 1970–2020 | Befolkningsutvecklingen i Öxabäck 1970–2020 |
| ------------------------------------------- | ------------------------------------------- | ------------------------------------------- | ------------------------------------------- | ------------------------------------------- |
|                                             |                                             |                                             |                                             |                                             |
| År                                          |                                             |                                             | Folkmängd                                   | Areal (ha)                                  |
| 1970                                        | 1970                                        |                                             | 230                                         |                                             |
| 1975                                        | 1975                                        |                                             | 283                                         |                                             |
| 1980                                        | 1980                                        |                                             | 336                                         |                                             |
| 1990                                        | 1990                                        |                                             | 340                                         | 42                                          |
| 1995                                        | 1995                                        |                                             | 342                                         | 42                                          |
| 2000                                        | 2000                                        |                                             | 344                                         | 42                                          |
| 2005                                        | 2005                                        |                                             | 336                                         | 42                                          |
| 2010                                        | 2010                                        |                                             | 300                                         | 42                                          |
| 2015                                        | 2015                                        |                                             | 330                                         | 66                                          |
| 2020                                        | 2020                                        |                                             | 338                                         | 72                                          |
| Anm.: Ny tätort 1970                        |                                             |                                             |                                             |                                             |

## Samhället
Öxabäcks kyrka har ett torn med karakteristisk trappform.
I byn finns en liten affär för dagligvaror. Här finns även Öxasjön där fiske med fiskekort kan ske. Där finns också en liten badstrand.

## Näringsliv

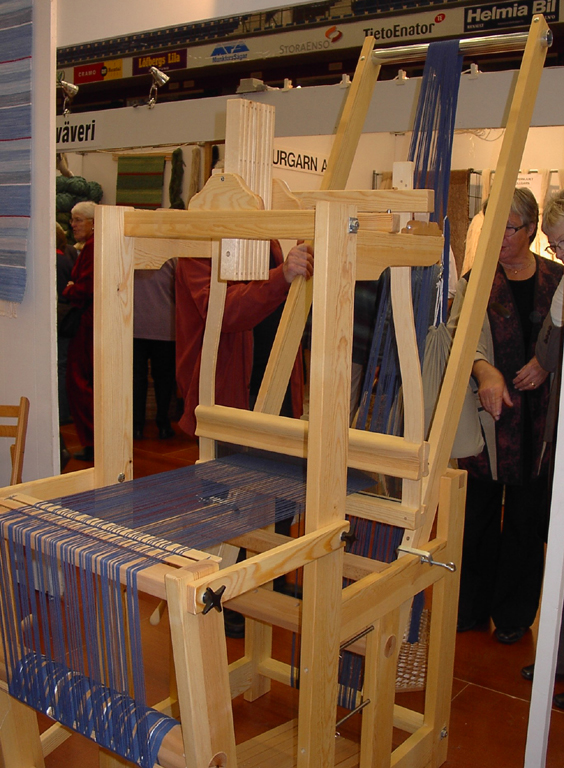
AK:s Snickeri tillverkar vävstolen "Öxabäck"

Ortens har ett snickeri som tillverkar Ulla Cyrus vävstolar, som går under benämningen Öxabäck trots att de inte heter det.

## Idrott
Öxabäck har haft ett mycket framgångsrikt damlag i fotboll, Öxabäcks IF. De blev svenska mästare sex gånger mellan 1973 och 1988.
Öxabäck/Mark IF var byns innebandylag fram till 1999, då laget slogs ihop med Örby IF och Berghem IF och bildade Team Tygriket 99. Laget figurerar nu under namnet IBK Tygriket 99.